# Алькасар
Алька́сар (исп. Alcázar от араб. القصر‎ — «крепость», «укреплённый замок») — название крепостей или дворцов в Испании и Португалии, построенных во время правления арабов, между VIII и XIV веками. Во многих городах Испании есть алькасары. Дворцы, построенные в мавританском стиле после изгнания арабов, часто также называются алькасарами.

## История
Алькасары принадлежали исламским, а позднее христианским правителям территории Аль-Андалус, здания символизировали власть и богатство правителей. Со временем различные культурные влияния на архитектуру зданий слились воедино, обозначив слияние исламской, христианской и еврейской культур.

### Истоки
Алькасары впервые стали строить при династии Омейядов. Именно после завоевания Вестготского королевства Омейяды начали развивать свою архитектуру. После завоевания в 717 году халифы Омейяды основали свою столицу в Кордове, превратив бывший Вестготский дворец в Алькасар халифов.

### Династия Омейядов (711—1010)
Правление династии Омейядов в Аравии закончилось с приходом к власти Аббасидского халифата во второй половине восьмого века. Омейядский халиф Абд ар-Рахман I бежал с Ближнего Востока, в течение пяти лет путешествовал по Западу, прежде чем окончательно обосноваться в месте, которое после исламского завоевания Иберии в 711 году стало известно как Аль-Андалус. Он и его потомки построили дворцы, эквивалентные дворцам великих городов, которые стали домом для правителей и андалузской знати.
- Мадина аз-захра был спроектирован омейядским халифом Абд ар-Рахманом III и построен под руководством его сына, Аль-Хакама II.[4] Это был первый город-дворец Омейядов, расположенный в Испании после бегства династии от Аббасидов в Ирак. Основанный в 936 году н. э., город-дворец соперничал со своими аналогами в Багдаде.[5]

### Реконкиста (897—1492)
Вскоре после того, как Исламская Империя достигла Пиренейских гор в VIII веке, христианские силы начали Реконкисту в Испании. Начиная со взятия Барселоны в 801 году и заканчивая Гранадой в 1492 году, христианские правители начали 700-летний процесс перехода от исламской к христианской Испании. Многие памятники архитектуры, построенные арабскими правителями в исламском стиле, стали изменяться под влиянием христианского правления.
- После захвата Кордовы в 1236 году Фердинанд III продолжил свою кампанию и через несколько лет дошел до Севильи. Осада Севильи длилась шестнадцать месяцев и закончилась, когда христианские войска блокировали мусульман на суше и на море, вынудив их сдаться. Исламская Севилья капитулировала 23 ноября 1248 года, а кастильские войска сразу же заняли Алькасар Севильи.
- Христианский король Кастилии и Леона Педро I начал заказывать Мудехарским мастерам строительство алькасаров по всей Андалусии. Наиболее заметные дополнения можно увидеть в Алькасаре Севильи, где был продолжен декоративный исламский стиль с арабскими надписями, восхваляющими короля-«султана» дона Педро и Аллаха.[6]

### ДинастияНасридов(1184—1492)
Насриды были последней правящей исламской династией в Иберии, прежде чем пасть в результате Реконкисты в 1492 году. Они известны тем, что в течение многих лет сохраняли мусульманский оплот в Южной Испании, несмотря на надвигающуюся испанскую власть с севера. Возможно, их величайшим архитектурным сооружением является комплекс Альгамбра, расположенный в Гранаде.
- Альгамбра, что в переводе означает «красный», — это большой укрепленный дворец-город, построенный династией Насридов в качестве королевской резиденции. Он хорошо известен благодаря использованию исламской стилистики в архитектуре, а также религиозным надписям в оформлении.[9] Альгамбра включает в себя несколько дворцов и садов, в которых султаны Насридов вели дела и занимались хозяйственной деятельностью.

### Период после Реконкисты (с 1492 года по настоящее время)
Хотя большая часть мусульманского населения была вытеснена из Испании после Реконкисты, некоторые Мудехары остались, продолжая строить памятники в смешанном стиле для христианских правителей на протяжении XVI века.
- В годы, последовавшие за Реконкистой в Испании, Альгамбра претерпела множество изменений в сторону европейских стилей и пережила некоторую невостребованность.[7] С 1828 года в Испании предпринимаются постоянные усилия по восстановлению и сохранению исламских сооружений, таких как Альгамбра.[7]

## Общие черты
Особенностью строительства Алькасаров является характерная Иберийская техника, которую можно найти в архитектурном оформлении. Данную технику называют Мудехарским стилем из-за участия Морисских и Мудехарских мастеров во время мусульманского и христианского правления, которые внесли значительный вклад в строительство. Особенности Алькасаров отражали исламское влияние: их геометрический орнамент и устремленный внутрь стиль подчеркивали уединенность обитателей. Алькасары Пиренейского полуострова обычно состояли из сложной системы зданий с многочисленными дворцами, залами и внутренними дворами, каждый из которых выполнял определённую функцию.

### Сады
Сады играли жизненно важную роль в поселениях исламской Испании, обеспечивая пространство для отдыха, экономическую выгоду и создавая у владельцев ощущение рая. Во дворах Алькасаров располагались одни из самых грандиозных садов в регионе, отражавшие богатство их правителей. Эти сады можно увидеть и сегодня, так как некоторые из них сохранились до сих пор.
Сады во внутренних дворах были наиболее распространенными в Алькасарах. Сады размещались в системе сообщающихся дворов, где здания полностью ограждали внутреннее пространство сада. Таким образом сады были скрыты от посторонних глаз, следуя исламской архитектурной традиции внутреннего, простого интерьера, который скрывал пышно украшенные, скрытые помещения; только те, кому улыбнулась удача, могли увидеть внутренний двор.

Основные составляющие садов Алькасара: приподнятая решетка, ирригационная система с бассейном для сбора воды, дорожки и мощение. Продолжение влияния исламских техник можно увидеть в композиции садов, которые являются геометричными, симметричными и часто четырёхсторонними, их называют Чарбаг. В этих садах выращивали различные кустарники, деревья, овощи и цветы. Фруктовые деревья в садах Севильского Алькасара, как сообщается, давали Европе новые, «экзотические» фрукты, такие как лимоны, апельсины, абрикосы и персики.
- Сады Алькасара христианских королей в Кордове.
- Сады Алькасара христианских королей в Кордове.
- Сады Алькасара в Сеговии
- Нижние бассейны и ирригационная система Алькасара христианских королей

### Ирригационные системы
Постоянная ирригация была необходима для создания пышной флоры в садах. Сложные арабские ирригационные системы были встроены во дворы Алькасаров мусульманскими правителями, чтобы служить нескольким целям. Эти системы обеспечивали сады постоянным потоком свежей воды, визуально освежали пространство, а также обеспечивали прохладительный эффект для внутреннего двора и окружающих зданий. Каждая ирригационная система Алькасаров имела уникальные элементы, подчеркивающие индивидуальность участка. Эти механизмы были самыми разнообразными — от стоячих водоемов, до проточных каналов и фонтанов — и применялись для достижения визуальной и архитектурной связи между внешними и внутренними пространствами. Вода создавала в садах ощущение покоя и духовной гармонии.
- Во дворце Комарес в Альгамбре большой бассейн в центре двора используется и как действующая ирригационная система, и как декоративный элемент.[13] Кустарники окаймляют стороны бассейна и поэтому получают доступ к воде, а в бассейне отражаются две стороны портиков окружающих зданий, создавая интересную композицию для зрителя.
- Во внутреннем дворе Севильского Алькасара есть ирригационный резервуар с цветочными клумбами с каждой стороны, а также акведуки, разделяющие глубоко утопленные клумбы.[13] Они расположены в геометрическом порядке вместе с каналами, подающими воду из центрального бассейна.

## Известные алькасары
- Алькасар в Сеговии
- Толедский Алькасар
- Севильский Алькасар
- Мадридский Алькасар
- Алькасар христианских королей (Кордова)
- Алькасар-де-Колон в Санто-Доминго

## Галерея
- Толедский Алькасар
- Севильский Алькасар
- Мадридский Алькасар
- Кордовский Алькасар
- Хересский Алькасар